# گراول، اسپرینگز، ویرجینیا
گراول (به انگلیسی: Gravel Springs) یک منطقهٔ مسکونی در ایالات متحده آمریکا است که در شهرستان فردریک، ویرجینیا واقع شده‌است.